# Doug Bolstorff
Frank Douglas Bolstorff, detto Doug (Austin, 29 ottobre 1931 – Eagan, 3 dicembre 2021), è stato un cestista statunitense, professionista nella NBA.

## Carriera
Venne selezionato dai Detroit Pistons con la seconda scelta dell'ottavo giro (57ª assoluta) del Draft NBA 1957, con cui disputò 3 incontri nel 1957-58, segnando 4 punti.